# Phlyctaeniella polonica
Phlyctaeniella polonica är en svampart som beskrevs av Petr. 1922. Phlyctaeniella polonica ingår i släktet Phlyctaeniella, divisionen sporsäcksvampar och riket svampar.   Inga underarter finns listade i Catalogue of Life.